# Så länge skutan kan gå records
Så länge skutan kan gå records är ett skivbolag som grundades våren 2009 i Malmö av Paul Håkansson och Martin Inghardt . Bolaget har släppt skivor med The Animal Five, Babian, Spader Kung, Slangbella  och The Culture In Memoriam.
Namnet på bolaget är en ordlek med Evert Taubes sång "Så länge skutan kan gå" och den rådande situationen inom musikindustrin. 